# Královská reprezentace a komora na Moravě
Královská reprezentace a komora na Moravě byla nejvyšším zemským správním orgánem na Moravě v letech 1749–1763, vzniklá v rámci tereziánských reforem.
Jejím předchůdcem byla královská deputace, která vznikla v roce 1748 vyčleněním politické a komorní správy Moravského královského tribunálu. Moravskému královskému tribunálu zůstala poté už jen agenda soudní.
Samotná reprezentace vznikla 7. května 1749 a jejím sídlem bylo Brno. Důvodem vzniku byla snaha o omezení moci stavů.
Královská reprezentace měla nejvyšší pravomoc v otázkách daňových, finančních, politických a vojenských. Jednalo se o byrokratický centralistický úřad podřízený pouze vídeňskému Ředitelství pro záležitosti administrativní a finanční (Directorium in publicis et cameralibus), její radové byli jmenováni a placeni státem a jen jemu odpovědni.
V roce 1763 byl tento správní úřad přejmenován na Moravské zemské gubernium.

## Představitelé
V čele reprezentace stál prezident jmenovaný panovníkem.
- 1749–1753 Jindřich Kajetán z Blümegenu
- 1753–1763 František Antonín Schrattenbach
- 1763 Adam Hynek Berchtold z Uherčic